# Bryophilopsis pullula
Bryophilopsis pullula är en fjärilsart som beskrevs av Saalmüller 1891. Bryophilopsis pullula ingår i släktet Bryophilopsis och familjen trågspinnare. Inga underarter finns listade i Catalogue of Life.